# Florian Ballhaus
Florian Mảc Ballhaus (sinh năm 1965) là một nhà quay phim người Đức đã làm việc cho nhiều dự án điện ảnh lớn của Hollywood.

## Tiểu sử
Ballhaus sinh ra tại Baden-Baden, Đức, là con trai của Helga Mavia Betten và nhà làm phim người Đức Michael Ballhaus. Ở tuổi 17, ông chuyển tới sinh sống tại Hoa Kỳ cùng với gia đình, khi cha của ông bắt đầu thực hiện các bộ phim Mỹ như After Hours. Ballhaus bắt đầu làm việc với vai trò trợ lý quay phim. Khi đã trưởng thành, ông trở lại Đức để gây dựng sự nghiệp theo cha mình, và ra mắt với một vài tập của chương trình truyền hình Alles außer Mord, và vào năm 1996 với Sandman. Ông trở lại Mỹ bảy năm sau để thực hiện Sex and the City.
Năm 2005, ông nhận được nhiều lời khen cho tác phẩm rùng rợn Flightplan của mình. Sau đó ông hợp tác với David Frankel, một trong những đạo diễn của Sex and the City, cho phim Yêu nữ thích hàng hiệu.

## Danh sách phim
- Investigating Sex (2001)
- The Secret Lives of Dentists (2002)
- Eierdiebe (2003)
- Flightplan (2005)
- Yêu nữ thích hàng hiệu (2006)
- Definitely, Maybe (2008)
- Marley & Me (2008)
- Did You Hear About the Morgans? (2009)
- The Time Traveler's Wife (2009)
- Red (2010)
- Bầy cánh cụt nhà Popper (2011)
- Hope Springs (2012)
- Gambit (2012)
- One Chance (2013)
- Kẻ trộm sách (2013)